# Balta Raței
Balta Raței – wieś w Rumunii, w okręgu Vrancea, w gminie Vânători. W 2011 roku liczyła 225
mieszkańców.